# Estadi Matmut Atlantique
L'Estadi Matmut Atlantique és un estadi de futbol situat a la ciutat francesa de Bordeus.

## Construcció
La construcció d'aquest estadi es va iniciar l'any 2013, després que s'hagués posat la primera pedra el dia 15 d'abril. El prestigiós grup d'arquitectes Herzog & de Meuron (conformat per Jacques Herzog i Pierre de Meuron) va ser l'encarregat de l'obra, que es va acabar el 2015. Té una capacitat de 43.115 espectadors i la seva superfície està composta d'herba.

## Equip
És la nova seu del club de futbol francès Girondins de Bordeus, substituint l'Stade Jacques Chaban-Delmas. El partit inaugural es va disputar el 23 de maig de 2015, en la penúltima jornada de la temporada 2014/15 de la lliga francesa, en què el Girondins es va enfrontar al Montpeller HSC.
L'estadi va ser seu de les semifinals del Top 14 de rugbi de la temporada 2014-15, i va ser una de les seus de l'Eurocopa 2016, disputada a França, allotjant 5 partits de la competició.

## Controvèrsia amb el nom
En el projecte de construcció, el nou estadi tenia el nom de Nouveau Stade de Bordeaux (Nou Estadi de Bordeus), però un cop acabat, i com a resultat d'una operació de patrocini, rebé el nom actual. És el segon estadi de França batejat amb el nom d'una companyia, després de l'Allianz Riviera.
Disgustats amb l'operació comercial, els Ultramarines (el principal grup de seguidors del Girondins) van organitzar una consulta popular per escollir un nou nom per l'estadi que estigués vinculat al club, ja fos per un personatge històric o bé una denominació geogràfica relacionada. Les opcions que es van poder votar van ser:
- Alain Giresse, el màxim golejador de la història del club.
- Claude Bez, president del club entre 1979 i 1990.
- René Gallice, antic jugador del club que va formar part de la resistència francesa a l'ocupació nazi de França.
- Port de la Lune, el nom popular amb el qual es coneix el port de Bordeus.
- Guiana, el nom de l'antiga província del sud-oest de la qual Bordeus n'era capital.

La consulta, que tot i no tenir validesa va comptar amb el suport del club, es va celebrar el 26 de setembre del 2015, i gairebé un 50% dels 1.386 vots emesos van escollir l'opció de René Gallice. Encara que això no ha canviat el nom oficial del recinte, els Ultramarines han fet diverses accions i han continuat reivindicat l'ús de René Gallice com el nom del camp.

## Eurocopa 2016
En aquest estadi es van disputar durant l'Eurocopa 2016 cinc partits: quatre de la fase de grups i un de quarts de final. Els següents:
| Data        | Fase            | Equip    | Resultat    | Equip      | Espectadors |
| ----------- | --------------- | -------- | ----------- | ---------- | ----------- |
| 11 de juny  | Grup B          | Gal·les  | 2-1         | Eslovàquia | 37.831      |
| 14 de juny  | Grup F          | Àustria  | 0-2         | Hongria    | 34.424      |
| 18 de juny  | Grup I          | Bèlgica  | 3-0         | Irlanda    | 39.493      |
| 21 de juny  | Grup D          | Croàcia  | 2-1         | Espanya    | 37.245      |
| 2 de juliol | Quarts de final | Alemanya | 1–1 (6–5 p) | Itàlia     | 38.764      |

## Imatges

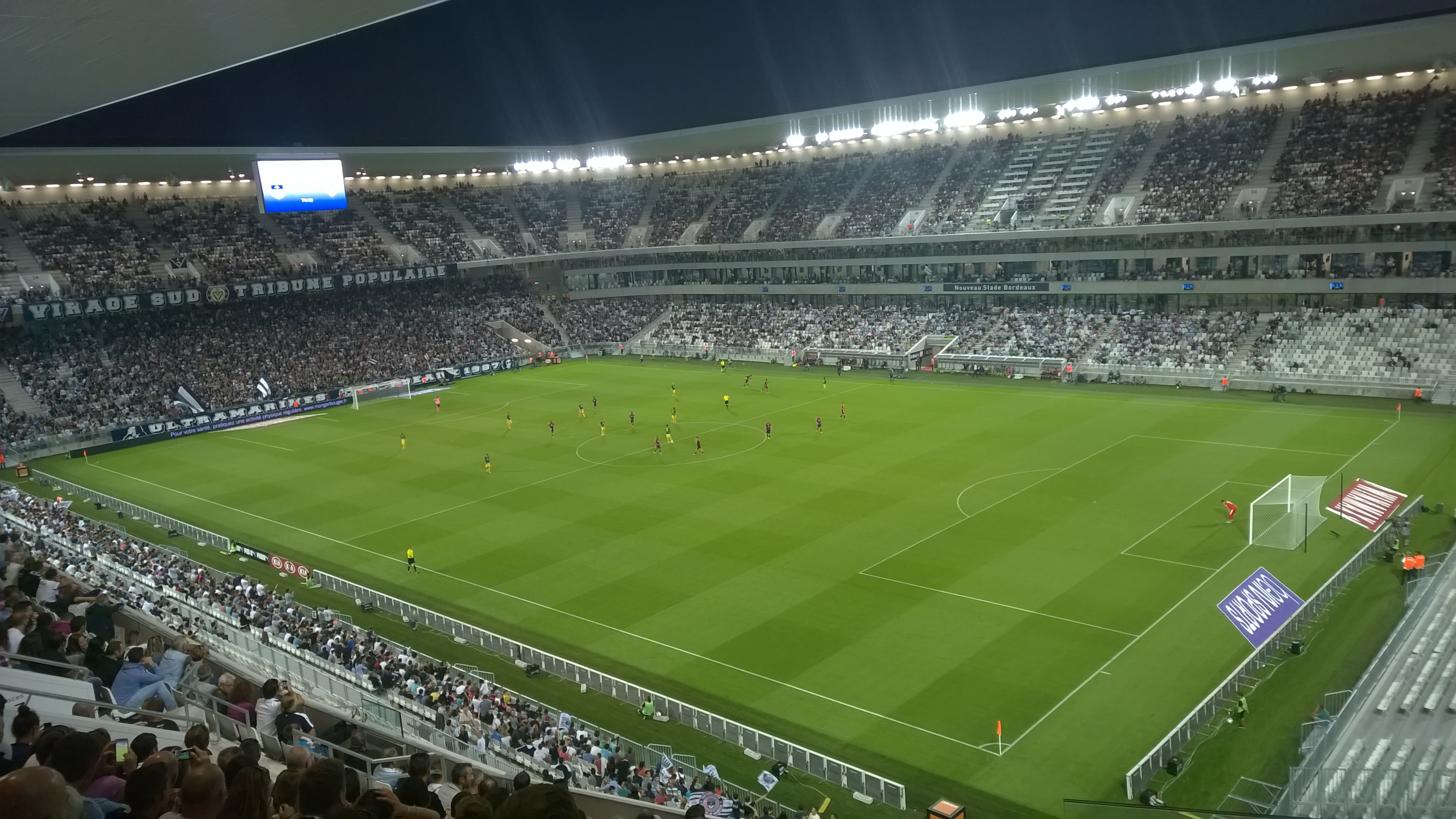
Vista interior